# 学校法人帝塚山学院
学校法人帝塚山学院（がっこうほうじんてづかやまがくいん）は、大阪府にある学校法人。

## 概要
「帝塚山」という名称は帝塚山古墳に由来し、帝塚山学院は高級住宅街として知られる大阪・帝塚山の象徴ともいうべき存在である。帝塚山には学院設立の中心となった大阪船場の木綿商たちの邸宅が数多く存在した。
大正自由教育運動の気風が始まる大正5年（1916年）2月、私立桃山中学校校長浅野勇と同校教員石谷熊吉は、大阪での女子の教育の場の少なさに鑑み帝塚山に邸宅を構える船場の木綿商たちに協力を求めた。山田市郎兵衛、八木与三郎、山本藤助、田附政次郎らに学院創設を提案し、彼ら4人の協力を得て同1916年に財団法人帝塚山学院が設置された。初代院長は桃山中学元教員の庄野貞一（庄野英二・庄野潤三の父）。理事長には元大阪府知事の高崎親章、監事に久保田権四郎らが就任した。翌1917年に帝塚山学院小学校が開校し、1918年に帝塚山学院幼稚園が開園。1926年に帝塚山学院高等女学校（帝塚山学院中学校・高等学校の前身）が開校した。
なお、1983年に男子校として新設された泉ヶ丘中・高は1999年から男女共学に移行しており、もともと女子校であった帝塚山学院大学も2007年4月までに全学部で男女共学化している。
昭和16年（1941年）に創立25周年記念事業として、奈良県にある現在の学校法人帝塚山学園（帝塚山大学・帝塚山中学校・高等学校・帝塚山小学校・帝塚山幼稚園を運営）の創立に関わった。ただし、両者は別個の法人である。

## 設置校
- 帝塚山学院大学
- 帝塚山学院中学校・高等学校
- 帝塚山学院泉ヶ丘中学校・高等学校
- 帝塚山学院小学校
- 帝塚山学院幼稚園

### 廃止
- 帝塚山学院短期大学（女子を対象とした短期大学。1950年設置、1999年廃止）

## 沿革
- 1916年 財団法人帝塚山学院の設立が認可
- 1917年 帝塚山学院小学校が開校
- 1918年 帝塚山学院幼稚園が開園
- 1926年 帝塚山学院高等女学校（帝塚山学院中学校・高等学校の前身）が開校
- 1941年 設立25周年および前年の皇紀2600年を機に奈良県に帝塚山学園を設立
- 1947年 学制改革により帝塚山学院中学校が開校
- 1948年 学制改革により帝塚山学院高等学校が開校
- 1950年 帝塚山学院短期大学を設置
- 1951年 財団法人帝塚山学院を学校法人帝塚山学院に改組
- 1966年 帝塚山学院大学が開学
- 1983年 大阪府より帝塚山学院泉ヶ丘中学校・高等学校の設置の認可
- 1983年 泉ヶ丘中・高が中学校2クラス、高校普通科3クラスで開校
- 1984年 泉ヶ丘高に国際科を開設
- 1998年 小学校の新校舎完成
- 1999年 泉ヶ丘中で男女共学化（2005年までに高校も全コース共学化）
- 2002年 泉ヶ丘中・高に医進コースを開設
- 2002年12月 「心理教育相談センター」開室
- 2003年4月 大学に大学院が開学

## 所在地
〒558-0053 大阪府大阪市住吉区帝塚山中3-10-51

## 最寄駅
南海高野線 - 帝塚山駅
阪堺電気軌道上町線 - 帝塚山三丁目停留場

## 著名な出身者
- U.K.  - （楠雄二朗） ラジオDJ・タレント
- 和央ようか - 元宝塚歌劇団宙組トップスター
- こだま愛 - 元宝塚歌劇団月組トップ娘役
- 未涼亜希 - 元宝塚歌劇団雪組男役
- 岡田武史 - サッカー・日本代表監督
- 堀ちえみ - タレント（中学の途中まで）
- 岡田薫 - タレント・経営者
- 小林よしか - タレント・政治家
- ヒロ寺平
- 国谷裕子
- 藤山直美
- 久野綾希子 - 女優
- 豊島久真男 - 医学者・文化功労者・文化勲章受章